# Szyfr Szekspira
Szyfr Szekspira (ang. Interred With Their Bones) – thriller historyczny autorstwa amerykańskiej pisarki Jennifer Lee Carrell, wydany w 2007. 

## Bohaterowie
- Katherine "Kate" Stanley – była studentka szekspirologii na Uniwersytecie Harvarda, przyjaciółka Rosalind Howard, zaangażowana do wyreżyserowania Hamleta Szekspira w londyńskim teatrze The Globe.
- Rosalind "Roz" Howard – wykładowca na Uniwersytecie Harvarda, znakomity szekspirolog, przyjaciółka Kate Stanley.
- Benjamin "Ben" Pearl – znajomy Roz kierujący firmą ochroniarską. Roz wynajmuje go do pomocy Katherine.
- Sir Henry – aktor wicelający się w postać ojca Hamleta w reżyserowanej przez Kate sztuce i przyjaciel panny Stanley.
- Atenaida Preston – bogata kolekcjonerka, wielbicielka dzieł Szekspira, która jednocześnie wierzy, że to nie on je napisał a hrabia Oxford - Edward de Vere. Pomaga Kate i Benowi w poszukiwaniu szekspirowskiego rękopisu Cardenia.

## Opis fabuły
Książka rozpoczyna się krótkim opisem sytuacji, mającej miejsce 29 czerwca 1613 r., dnia, w którym spłonął teatr The Globe.
Katherinę Stanley odwiedza jej znajoma z Uniwersytetu Harvarda - Rosalind Howard, z którą jakiś czas wcześniej pewna sprawa poróżniła Kate. Ros daje jej prezencik i prosi o pomoc. Umawiają się na spotkanie tego samego dnia wieczorem. Do spotkania jednak nie dochodzi, bowiem Ros się nie zjawia, a odbudowany The Globe zajmuje się ogniem w rocznicę pierwszego pożaru. Katherine odnajduje w budynku ciało martwej Ros. Okazuje się, że zmarła od substancji, którą ktoś wstrzyknął jej tuż za uchem - w podobny sposób został zabity ojciec Hamleta. Kate zdaje sobie sprawę, że jest śledzona. Schronienia udziela jej sir Henry. Od tego czasu Katherine rozpoczyna walkę o wysoką stawkę, jaką jest rękopis "Cardenia" i prawda o tym, kto naprawdę był Szekspirem.